# Tomáš Hrubý (Filmproduzent)
Tomáš Hrubý (* 16. April 1986 in Prag) ist ein tschechischer Filmproduzent.

## Leben
Tomáš Hrubý studierte an der Film- und Fernsehfakultät der Akademie der Musischen Künste. Gemeinsam mit Pavla Janoušková Kubečková gründete er 2009 die Produktionsfirma Nutprodukce. Nachdem man sich Anfangs auf Dokumentationen und Kurzfilme konzentrierte, konnte man für die historische Miniserie Burning Bush – Die Helden von Prag die renommierte polnische Regisseurin Agnieszka Holland gewinnen. Die Produktion wurde sowohl ein Publikums- als auch Kritikerfolg. Neben mehreren internationalen Preisen wurde man 2014 für 14 Český lev nominiert, wovon man 11 Preise gewinnen konnte, darunter auch Bester Film.

## Filmografie
- 2013: Burning Bush – Die Helden von Prag (Hořící keř, Miniserie)
- 2016: Wasteland: Verlorenes Land (Pustina, Miniserie)
- 2017: Die Spur (Pokot)